# Wilton (Dakota del Nord)
Wilton és una població dels Estats Units a l'estat de Dakota del Nord. Segons el cens del 2000 tenia 807 habitants.

## Demografia
Segons el cens del 2000, Wilton tenia 807 habitants, 309 habitatges, i 219 famílies. La densitat de població era de 537,2 hab./km².
Dels 309 habitatges en un 37,9% hi vivien nens de menys de 18 anys, en un 57,6% hi vivien parelles casades, en un 9,1% dones solteres, i en un 29,1% no eren unitats familiars. En el 23,9% dels habitatges hi vivien persones soles el 12,6% de les quals corresponia a persones de 65 anys o més que vivien soles. El nombre mitjà de persones vivint en cada habitatge era de 2,57 i el nombre mitjà de persones que vivien en cada família era de 3,04.
Per edats la població es repartia de la següent manera: un 28,5% tenia menys de 18 anys, un 6,8% entre 18 i 24, un 27,5% entre 25 i 44, un 22,1% de 45 a 60 i un 15,1% 65 anys o més.
L'edat mediana era de 37 anys. Per cada 100 dones de 18 o més anys hi havia 93 homes.
La renda mediana per habitatge era de 34.583 $ i la renda mediana per família de 39.063 $. Els homes tenien una renda mediana de 28.750 $ mentre que les dones 20.833 $. La renda per capita de la població era de 17.111 $. Entorn del 8% de les famílies i el 10,8% de la població estaven per davall del llindar de pobresa.

## Poblacions properes
El següent diagrama mostra les poblacions més properes.